# Fastigiella
Fastigiella is een geslacht van slakken uit de familie van de Cerithiidae. De wetenschappelijke naam van het geslacht is voor het eerst geldig gepubliceerd in 1848 door Reeve.

## Soorten
De volgende soort is bij het geslacht ingedeeld:
- Fastigiella carinata Reeve, 1848